# Népal aux Jeux olympiques d'été de 2024
Le Népal participe aux Jeux olympiques d'été de 2024 à Paris. Il s'agit de sa 15e participation aux Jeux d'été.
Le pongiste Santoo Shrestha et la judokate Manita Shrestha Pradhan (en) sont les porte-drapeaux de la délégation népalaise

## Athlètes engagés
| Sport           | Hommes | Femmes | Total |
| --------------- | ------ | ------ | ----- |
| Athlétisme      | 0      | 1      | 1     |
| Badminton       | 1      | 0      | 1     |
| Judo            | 0      | 1      | 1     |
| Natation        | 1      | 1      | 2     |
| Tennis de table | 1      | 0      | 1     |
| Tir             | 0      | 1      | 1     |
| Total           | 3      | 4      | 7     |

## Résultats

### Athlétisme
| Athlète           | Épreuve  | Tour préliminaire | Tour préliminaire | 1er tour    | 1er tour    | Demi-finale | Demi-finale | Finale | Finale |
| Athlète           | Épreuve  | Temps             | Rang              | Temps       | Rang        | Temps       | Rang        | Temps  | Rang   |
| ----------------- | -------- | ----------------- | ----------------- | ----------- | ----------- | ----------- | ----------- | ------ | ------ |
| Santoshi Shrestha | Marathon | Non disputé       | Non disputé       | Non disputé | Non disputé | Non disputé | Non disputé |        | e      |

### Badminton
| Athlètes     | Compétition   | Phase de groupes                 | Phase de groupes                | Phase de groupes | Phase de groupes | 1/8e de finale   | Quarts de finale | Demi-finales     | Finale / 3e place | Finale / 3e place |
| Athlètes     | Compétition   | Adversaire Score                 | Adversaire Score                | Adversaire Score | Rang             | Adversaire Score | Adversaire Score | Adversaire Score | Adversaire Score  | Rang              |
| ------------ | ------------- | -------------------------------- | ------------------------------- | ---------------- | ---------------- | ---------------- | ---------------- | ---------------- | ----------------- | ----------------- |
| Prince Dahal | Simple hommes | Axelsen Défaite 0-2 (8-21, 6-21) | Nguyen Défaite 0-2 (7-21, 2-21) | Zilberman        | e du groupe P    | [[]]             | [[]]             | [[]]             | [[]]              |                   |

### Judo
La Fédération ne distribue pas de ticket de qualifications aux championnats continentaux ou mondiaux mais c'est le classement établi au 21 juin qui permettra de sélectionner les athlètes (18 premiers automatiquement, le reste en fonction des quotas de nationalité).
| Athlète                 | Compétition           | 1er tour                   | 2e tour             | Quart de finale     | Demi-finale         | Repêchage           | Finale / MB         | Rang     |
| Athlète                 | Compétition           | Adversaire Résultat        | Adversaire Résultat | Adversaire Résultat | Adversaire Résultat | Adversaire Résultat | Adversaire Résultat | Rang     |
| ----------------------- | --------------------- | -------------------------- | ------------------- | ------------------- | ------------------- | ------------------- | ------------------- | -------- |
| Marita Shrestha Predhan | Moins de 57 kg femmes | Marica Perišić Battue 0-10 | Éliminée            | Éliminée            | Éliminée            | Éliminée            | Éliminée            | Éliminée |

### Natation
| Athlète        | Épreuve          | Séries  | Séries | Demi-finales | Demi-finales | Finale  | Finale  |
| Athlète        | Épreuve          | Temps   | Rang   | Temps        | Rang         | Temps   | Rang    |
| -------------- | ---------------- | ------- | ------ | ------------ | ------------ | ------- | ------- |
| Alexander Shah | 100 m nage libre | 51 s 91 | 59e    | Éliminé      | Éliminé      | Éliminé | Éliminé |

| Athlète    | Épreuve          | Séries | Séries | Finale | Finale |
| Athlète    | Épreuve          | Temps  | Rang   | Temps  | Rang   |
| ---------- | ---------------- | ------ | ------ | ------ | ------ |
| Duana Lama | 200 m nage libre |        | e      |        | e      |

### Tennis de table
Le comité bénéficie de place attribuée au nom de l'universalité des Jeux
| Athlète (n° de tête de série) | Compétition | Tour préliminaire   | 1er tour            | 2e tour             | 3e tour             | Quart de finale     | Demi-finale         | Finale / MB         |
| Athlète (n° de tête de série) | Compétition | Adversaire(s) Score | Adversaire(s) Score | Adversaire(s) Score | Adversaire(s) Score | Adversaire(s) Score | Adversaire(s) Score | Adversaire(s) Score |
| ----------------------------- | ----------- | ------------------- | ------------------- | ------------------- | ------------------- | ------------------- | ------------------- | ------------------- |
| Santoo Shrestha (67)          | Simple      | Battu par Diaw 0-4  | Éliminé             | Éliminé             | Éliminé             | Éliminé             | Éliminé             | Éliminé             |

### Tir
En mai 2021, la tireuse Kalpana Pariyar bénéficie d'une invitation tri-partite de la part de l’ISSF,.
| Athlète         | Compétition                  | Qualification | Qualification | Finale   | Finale   |
| Athlète         | Compétition                  | Points        | Rang          | Points   | Rang     |
| --------------- | ---------------------------- | ------------- | ------------- | -------- | -------- |
| Sushimita Nepal | Carabine à air comprimé 10 m | 607.8         | 42e           | Éliminée | Éliminée |